# SAP Open 2012
Il SAP Open 2012 è stato un torneo di tennis giocato sul cemento indoor. È stata la 124ª edizione del SAP Open facente parte dell'ATP World Tour 250 series nell'ambito dell'ATP World Tour 2012. Si è giocato all'HP Pavilion di San Jose in California, dal 13 al 20 febbraio 2012.

## Partecipanti

### Teste di serie
| Nazionalità | Giocatore        | Ranking* | Testa di serie |
| ----------- | ---------------- | -------- | -------------- |
| Francia     | Gaël Monfils     | 13       | 1              |
| Stati Uniti | Andy Roddick     | 19       | 2              |
| Canada      | Milos Raonic     | 29       | 3              |
| Rep. Ceca   | Radek Štěpánek   | 30       | 4              |
| Sudafrica   | Kevin Anderson   | 37       | 5              |
| Francia     | Julien Benneteau | 35       | 6              |
| Stati Uniti | Donald Young     | 39       | 7              |
| Belgio      | Olivier Rochus   | 50       | 8              |

* Ranking al 6 febbraio 2012.

### Altri partecipanti
I seguenti giocatori hanno ricevuto una wild card per il tabellone principale:
- Robby Ginepri
- Steve Johnson
- Jack Sock

I seguenti giocatori sono passati dalle qualificazioni:

## Punti e montepremi
Il montepremi complessivo è di 531.000 $.
| Torneo    | Torneo              | V      | F      | SF     | QF     | 2T    | 1T    | Q  | Q3  | Q2  | Q1 |
| Singolare | Punti               | 250    | 150    | 90     | 45     | 20    | 0     | 12 | 6   | 0   | 0  |
| Singolare | Premi in denaro ($) | 95.860 | 50.485 | 27.350 | 15.580 | 9.810 | 5.440 | –  | 875 | 420 | 0  |
| Doppio    | Punti               | 250    | 150    | 90     | 45     | 0     | –     | –  | –   | –   | –  |
| Doppio    | Premi in denaro ($) | 29.120 | 15.310 | 8.300  | 4.750  | 2.780 | –     | –  | –   | –   | –  |

## Campioni

### Singolare
Milos Raonic ha battuto in finale  Denis Istomin per 7–6(3), 6-2.

### Doppio
Mark Knowles e  Xavier Malisse hanno battuto in finale  Kevin Anderson e  Frank Moser per 6-4, 1-6, [10-5].